# Constance Stokes
Constance Stokes, (Miram, 22 de fevereiro de 1906 – Melbourne, 14 de julho de 1991) foi uma pintora australiana modernista que trabalhou em Vitória. Ela treinou na Galeria Nacional da Victoria Art School até 1929, ganhando uma bolsa para continuar seus estudos na Academia Real Inglesa em Londres. Embora Stokes tenha pintado poucas obras na década de 1930, suas pinturas e desenhos foram exibidos a partir da década de 1940 em diante. Era uma das duas únicas mulheres e dois vitorianos, incluída em uma grande exposição de doze artistas australianos que viajaram para o Canadá, Reino Unido e Itália no início dos anos 1950.
Influenciada por George Bell, Stokes fazia parte do Melbourne Contemporary Artists, um grupo criado por Bell em 1940. Seus trabalhos continuaram a ser bem vistos por muitos anos após a formação do grupo, em contraste com os de muitos de seus colegas modernistas vitorianos, com críticas favoráveis de críticos como Sir Philip Hendy, no Reino Unido, e Bernard William Smith, na Austrália.
A morte prematura de seu marido em 1962 forçou Stokes a voltar à pintura como carreira, resultando em um show de uma mulher bem-sucedida em 1964, a primeira em trinta anos. Ela continuou pintando e exibindo nas décadas de 1970 e 1980, e foi objeto de uma exposição retrospectiva que visitou galerias regionais vitorianas, incluindo a Galeria de Arte Regional Swan Hill e a Galeria de Arte Geelong em 1985. Ela morreu em 1991 e é pouco conhecida em comparação com outras artistas mulheres, incluindo Grace Cossington Smith e Clarice Beckett, mas sua sorte foi revivida como figura central no livro de Anne Summers, 2009, The Lost Mother. Sua arte é representada na maioria das grandes galerias australianas, incluindo a Galeria Nacional da Austrália e a Galeria Nacional de Vitória. A Galeria de Arte de Nova Gales do Sul é a única instituição colecionadora australiana importante a não possuir um de seus trabalhos.

## Primeiros anos

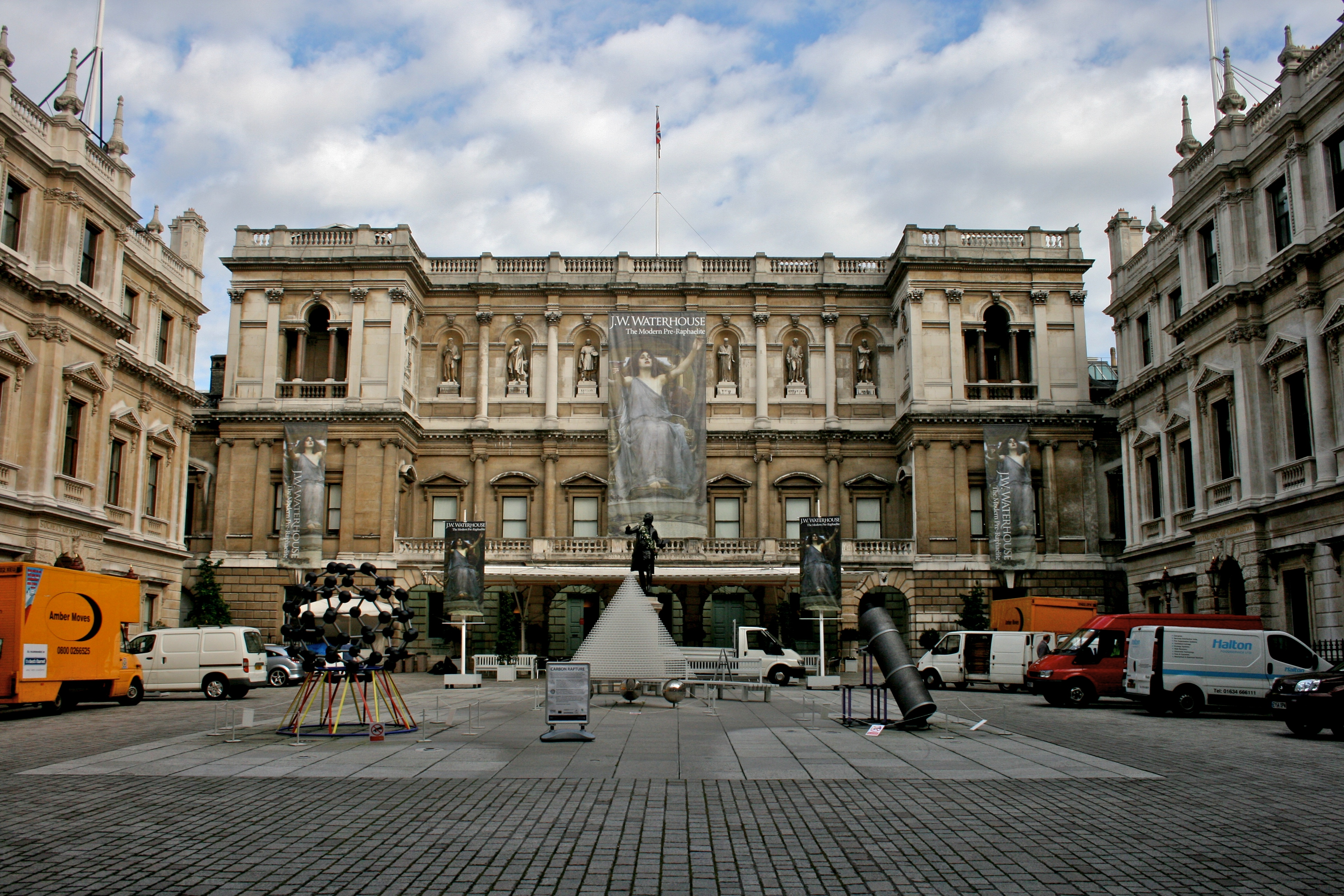
A Royal Academy em Burlington House, onde Stokes estudou na década de 1930 e nas galerias em que suas obras foram exibidas em 1953

Constance Parkin nasceu em 1906 na aldeia de Miram, perto de Nhill, no oeste de Victoria. A família mudou-se para Melbourne em 1920, onde completou seus estudos no convento de Genazzano, no subúrbio de Kew. Constance era baixa, tinha apenas um metro e oitenta de altura e tinha cabelos escuros. Ela treinou entre 1925 e 1929 na Galeria Nacional de Victoria Art School, em Melbourne. No verão de 1925 a 1926, a Galeria realizou uma competição para seus alunos, que foram convidados a pintar "assuntos de férias"; Constance ganhou o prêmio de paisagem. A competição foi julgada pelo artista George Bell, que teria uma influência contínua sobre sua carreira artística.
Em 1930, Stokes estava entre os artistas que exibiram em uma galeria de Melbourne, o Athenaeum. Sua pintura, Retrato da Sra. W. Mortill, foi uma das duas únicas a receber elogios do proeminente membro da Escola Heidelberg, Arthur Streeton, que descreveu o trabalho como uma "atração rara" que era "líquida e luminosa". No final de seus estudos, Stokes ganhou a prestigiosa Bolsa de Viagem da Galeria Nacional da Victoria Art School, que lhe permitiu continuar seu treinamento na Academia Real Inglesa em Londres. Além de sua educação na Academia Real, ela estudou com o pintor e escultor cubista francês André Lhote em Paris em 1932. No ano seguinte, ela retornou à Austrália, onde se casou com o empresário Eric Stokes. A família se estabeleceu em Collins Street, Melbourne, e Stokes teve três filhos entre 1937 e 1942. Nos anos posteriores, Stokes teve um estúdio na casa da família em Toorak, uma casa modernista projetada pelo arquiteto Edward Billson.